# Otto Lüders
Otto Lüders (* 13. August 1844 in Anholt; † 27. November 1912 in Athen) war ein deutscher klassischer Archäologe und Botschafter in Athen.

## Leben
Otto Lüders Vater Josef war von 1836 bis 1846 Bürgermeister der Stadt Anholt (Westf.). Er studierte an der Universität Bonn von 1862 bis 1865 Klassische Philologie, Archäologie und Alte Geschichte. Von 1862 bis 1868 war er Gehilfe des greisen Friedrich Gottlieb Welcker: Er las ihm nach seiner Erblindung vor und gab den fünften und letzten Band seiner Kleinen Schriften heraus. Von 1865 bis 1869 war er Mitglied des „Bonner Kreises“ am Seminar für Klassische Philologie. Hier wurde er mit Ulrich von Wilamowitz-Moellendorff bekannt, den er sehr bewunderte und mit dem ihn in den folgenden Jahren eine enge Freundschaft verband.
1869 verließ er Bonn und trat in Berlin den Dienst im preußischen Militär an. Hier überzeugte er Wilamowitz, Bonn nach dem Tod des dortigen Professors Otto Jahn zu verlassen und sein Studium in Berlin zu beenden. Nach seinem Einsatz im Deutsch-Französischen Krieg wurde Lüders 1871 als Nachfolger Ulrich Köhlers epigraphischer Attaché in der Preußischen Botschaft in Athen. Bei der Gründung der athenischen Abteilung des Deutschen Archäologischen Instituts wurde Lüders zu deren Vorsitzenden ernannt.
Lüders begleitete Wilamowitz während seines Griechenlandaufenthalts 1873 und widmete ihm sein Buch Die dionysischen Künstler (Berlin 1873). Im Jahr 1874 kühlte die Beziehung zwischen beiden plötzlich ab, als Lüders eine reiche Griechin mit Beziehungen zum Königshof heiratete. Lüders wurde zum königlichen Hauslehrer ernannt und stieg später zum deutschen Botschafter in Griechenland auf. Er starb am 27. November 1912 als Geheimer Legationsrat und Generalkonsul des Deutschen Kaiserreiches.